# デニス・ベレゾフスキー
デニス・ヴァレンチノヴィチ・ベレゾフスキー（ウクライナ語: Денис Валентинович Березовський、ラテン文字転写の例：Denis Valentinovich Berezovs'kiy、1974年7月15日 - ）は、ウクライナ出身の軍人。ウクライナ海軍の将校として、フリゲート艦「ヘーチマン・サハイダーチヌイ」艦長や戦闘訓練副司令(заступник командувача з бойової підготовки)、戦闘訓練監督官（начальник управління бойової підготовки）などを歴任した。ロシアのクリミア侵攻最中の2014年3月1日にウクライナ海軍総司令官（командувач Військово-Морських Сил Збройних Сил України）に任命されたが、3月2日にはクリミア側に離反し解任された。

## 経歴
1974年、ウクライナ・ソビエト社会主義共和国ハルキウに生まれる。
1996年、セヴァストポリのP・Sナヒーモフ記念高等海軍士官学校を卒業。
ベレゾフスキーは2002年から2005年まで「ヘーチマン・サハイダーチヌイ」艦長を務め、その後も戦闘訓練副司令や戦闘訓練監督官などを歴任して一等大佐（Капітан I рангу）まで昇進を果たした。2012年には少将（контр-адмірал）に昇進。2012年および2013年には、アメリカ合衆国などとの合同演習「潮風2012」（ウクライナ語: Сі Бриз-2012, 英語: Sea Breeze 2012）および「潮風2013」（ウクライナ語: Сі Бриз-2013, 英語: Sea Breeze 2013）の指揮を執った。
2014年3月1日、オレクサンドル・トゥルチノフ大統領代行により海軍総司令官に任命される。しかし、3月2日にはセヴァストポリの海軍総司令部がロシア側勢力に包囲され、ベレゾフスキーは抵抗を行わずに投降してクリミアおよびセヴァストポリへの忠誠を宣言、キエフ政府より離反した。民族主義政党スヴァボーダ幹部のユーリ・シロチュクが同日に放送された公共テレビの番組内で語ったところによれば、ベレゾフスキーは今朝イゴール・テニュフ国防相よりロシア軍への徹底抗戦を命じられたばかりであったという。19時36分、国防省のウェブサイトにてベレゾフスキーの離反が伝えられ、新たな海軍総司令官にはセルゲイ・ハイドゥク提督が任命された。国家安保国防会議副書記のビクトリア・シュマルは、ベレゾフスキーの行動はウクライナ刑法111条に定められた「国家反逆罪」（Державна зрада）に該当すると述べた。また同日、大統領令により正式に海軍総司令官を解任されている。軍事・政治研究センター(Центру військово-політичних досліджень)長のドミトリー・ティムチュク(Дмитро Тимчук)は、ロシア側がベレゾフスキーの家族を人質に取って圧力を掛けた可能性を指摘している。
その後、クリミア自治共和国首相セルゲイ・アクショーノフは、ベレゾフスキーを総司令官とする独自の海軍の編成に着手した旨を発表した。ベレゾフスキーは3月24日まで同国海軍の総司令官を務めた。
3月3日、ベレゾフスキーはロシア兵を引き連れて再び海軍総司令部を訪れ、依然として抵抗を続けているハイドゥク提督ら高級将校に対して好待遇を条件にクリミア海軍への参加を求めた。しかしハイドゥク提督はキエフ政府への忠誠を宣言する演説を行い、将校団はウクライナ国歌を斉唱してこれに続いた。
3月24日、クリミア共和国のロシア編入に合わせてロシア海軍黒海艦隊の副司令官に就任した。
その後2018年11月から太平洋艦隊副司令官となり、2020年2月には海軍中将に昇格した。

## 受章
- 三級理想的勤務章（ウクライナ語版） - 2007年6月27日受章[18]。
- ロシア連邦黒海艦隊230周年記念章（Пам'ятний знак «230 років Чорноморському флоту Російскої Федерації»） - 2013年受章。ロシア・ウクライナの共同演習「平和への道2013」（Фарватєр міра 2013）への参加を記念して[19]。